# 今任駅
今任駅（いまとうえき）は、かつて福岡県田川郡大任町字今任原に設置されていた、日本国有鉄道（国鉄）添田線の駅（廃駅）である。添田線の廃止に伴い、1985年（昭和60年）4月1日に廃駅となった。

## 歴史

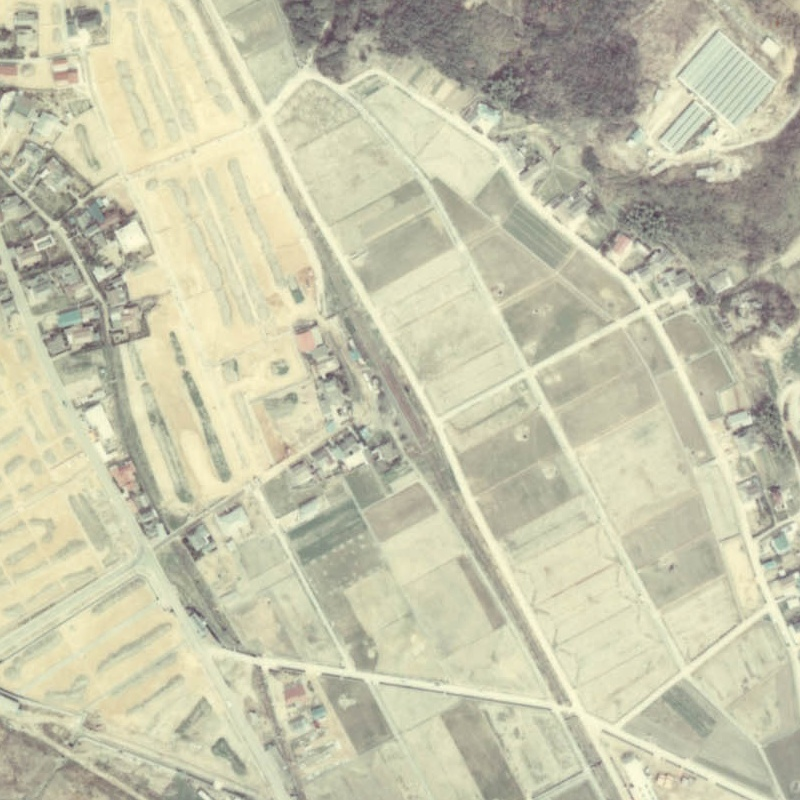
駅周辺を写した航空写真。画像中央が今任駅、上方向が香春駅方面、下方向が添田駅方面。

- 1915年（大正4年）4月1日：小倉鉄道が開設[1]。一般駅[1]。
- 1943年（昭和18年）5月1日：戦時買収により、小倉鉄道が国有化[1]。
- 1963年（昭和38年）2月1日：貨物の取り扱いを廃止[1]。
- 1964年（昭和39年）4月1日：第1次合理化に伴い、委託駅員のみとなる[3]。
- 1974年（昭和49年）3月5日：荷物の取り扱いを廃止[1]。駅員無配置駅となる[2]。
- 1985年（昭和60年）4月1日：添田線の全線廃止に伴い、廃駅となる[1]。

## 駅構造
廃止時点で、単式ホーム1面1線を持つ無人駅であった。

## 利用状況
1973年（昭和48年）時点で駅の利用者は「数えるほど」しかなかった。しかし地元住民による長距離乗車券の購入が多く、通学による乗客の多い隣の上伊田駅よりも収入総額は多かった。

## 隣の駅
日本国有鉄道
添田線
上伊田駅 - 今任駅 - 大任駅
当駅と大任駅の間に、1933年（昭和8年）10月から1942年（昭和17年）6月の間、上今任停留場と柿原停留場が存在した。香春駅からの営業キロは上今任停留場が6.2 km、柿原停留場が7.0 km。